# 津軽市
もしかして
- つがる市

ではありませんか？